# رومانيا في العصور الوسطى

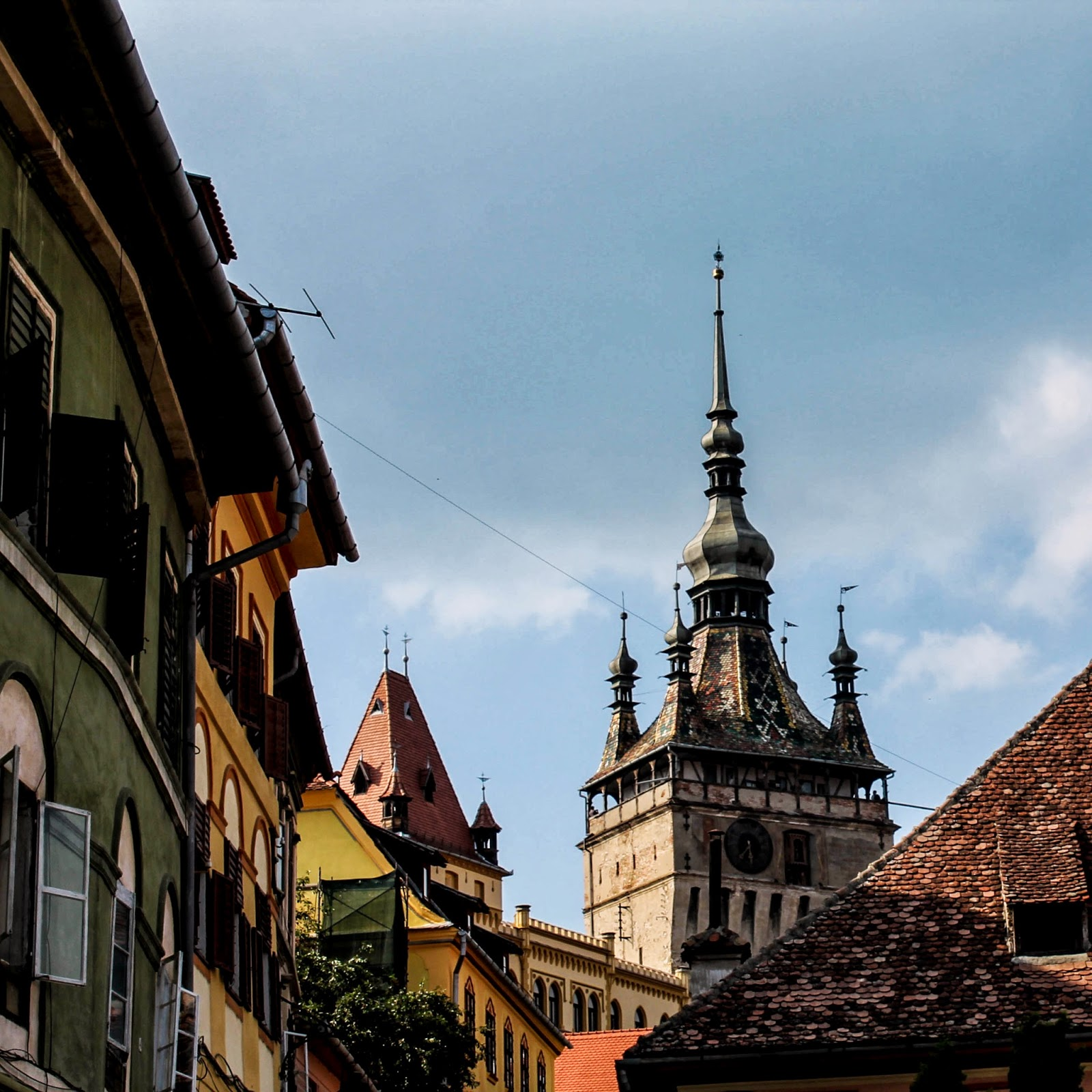
برج الساعة سيغيسوارا

بدأت العصور الوسطى في رومانيا مع انسحاب المغول، آخر السكان المهاجرين للأراضي التي تشكل رومانيا الحديثة، بعد غزوهم لها في 1241- 1242. انتهى عهد ميشيل الشجاع (1593- 1601) الذي تمكن، لفترة قصيرة في عام 1600، من حكم الأفلاق وإمارة البغدان وترانسيلفانيا؛ الإمارات الثلاث التي وُحدت أراضيها بعد ثلاثة قرون تقريبًا لتشكيل رومانيا.
كانت بانات وكريشانا وماراموريش وترانسيلفانيا، التي تُعد اليوم مناطق في رومانيا غربي جبال كاربات، جزءًا من مملكة المجر خلال تلك الفترة. وقُسمت إلى عدة أنواع من الوحدات الإدارية، مثل «المحافظات» و«المقاعد». وخضع رؤساء المحافظات في ترانسيلفانيا «الكونتات» لمسؤول ملكي خاص يسمى فويفود، ولكن نادرًا ما عوملت المقاطعة كوحدة مستقلة، منذ أن أُدير مقعدي زيكيلس وسكسون ترانسيلفانيا بشكل منفصل. أُعفي الفلاحون الرومانيون في المملكة، كونهم من الكنيسة الأرثوذكسية الشرقية، من العشر، وهي ضريبة كنسية يدفعها عامة الروم الكاثوليك. ومع ذلك، فقد النبلاء الرومانيون ببطء قدرتهم على المشاركة في الحياة السياسية، إذ اتبع ملوك القرن الرابع عشر سياسةً مؤيدةً للكاثوليكية بشغف. وازداد وضعهم سوءًا بعد عام 1437 عندما شُكل ما يسمى ب «اتحاد الدول الثلاث»، وهو تحالف من النبلاء المجريين والسيكيليس والساكسونيين، من أجل سحق انتفاضة فلاحي البوبلنا.
أُنشئت الأفلاق، أول دولة مستقلة في العصور الوسطى بين جبال كاربات ونهر الدانوب السفلي عندما أنهى باساراب الأول (1310- 1352) هيمنة ملك المجر بانتصاره في معركة بوسادا عام 1330. وحقق بوغدان الأول (1359- 1365)، أحد نبلاء ماراموريش، والذي قاد ثورة ضد الحاكم السابق الذي عينه الملك المجري، استقلال إمارة البغدان، شرقي جبال كاربات. ومع ذلك، نادرًا ما استمر استقلال أي منهما، إذ أصبحت إقطاعية العديد من الدول لهما جانبًا مهمًا من دبلوماسيتيهما. أجرى ملوك الأفلاق في العصور الوسطى، ميرتشا العجوز من الأفلاق (1386- 1418) وشتيفان الكبير من إمارة البغدان (1457-1504) عمليات عسكرية ناجحة ضد الأتراك العثمانيين على الرغم من تأييدهما للدولة العثمانية منذ عام 1417، ولإمارة البغدان منذ عام 1456. كان بيع الإهاب والحبوب والعسل والشمع إلى الإمبراطورية الرومانية المقدسة والبندقية وبولندا، واستيراد الحرير والأسلحة والسلع المصنعة الأخرى من هذه المناطق على نطاق واسع تجارة مهمةً في الإمارتين، ولكنها بدأت في الانخفاض بعد العقود الأخيرة من القرن الخامس عشر، لتصبح الدولة العثمانية السوق الرئيسي للمنتجات الرومانية بحلول نهاية القرن السادس عشر.
أصبحت ترانسيلفانيا، جنبًا إلى جنب مع المقاطعات المجاورة، دولًا مستقلةً تحت السيادة العثمانية بعد ضم العثمانيين لأراضي مملكة المجر المركزية إلى دولتهم في عام 1541. وأدى سقوط المملكة إلى حرمان الأفلاق وإمارة البغدان من حليفهم الرئيسي في النضال ضد الإمبراطورية العثمانية. انضم ميشيل الشجاع من الأفلاق إلى التحالف المناهض للعثمانيين، والذي بدأه البابا كليمنت الثامن، في عام 1594؛ ثم انقلب على ترانسيلفانيا وإمارة البغدان، حيث حكم الأمراء المؤيدين لبولندا والعثمانيين، بعد سلسلة من الانتصارات على العثمانيين. غزا ميشيل الشجاع ترانسيلفانيا في عام 1599 واحتلها، ثم غزا إمارة البغدان في العام الذي تلاه. كان اتحاد الدول الثلاث بمثابة نموذج مثالي للأجيال اللاحقة التي عملت على توحيد الأراضي التي تشكل رومانيا اليوم، على الرغم من انهياره بعد أربعة أشهر من بداية غزو ميشيل الشجاع.

## العصور الوسطى المبكرة
كان إنشاء الخزر شمال جبال القوقاز في نهاية القرن الثامن عقبةً أمام تحرك البدو غربًا. استفاد لاحقًا السكان المحليون في منطقة كاربات- الدانوب من المناخ السياسي السلمي وثقافة «دريدو» المادية الموحدة، والتي تطورت في المنطقة آنذاك. يُعد المحراث والمنجل من أهم نتائج انتشار هذه الثقافة في المستوطنات، والتي تؤكد على دور الزراعة الرئيسي في اقتصادها.
بدأت حركات الطرد من مركز الخزر في القرن التاسع، حين تنازل المجريون، أحد الشعوب المطرودة، عن سيطرتهم واستقروا في المنطقة الواقعة بين نهري الدون ودنيستر، عابرين كاربات وتاركين السهوب خلفهم نحو عام 896. وفقًا لكتاب القرن الثالث عشر «أفعال المجريين» (باللاتينية: Gesta Hungarorum)، سكن الرومان والسلاف ترانسيلفانيا تحت حكم جيلو «أحد الرومان» أثناء الغزو المجري، في حين سكن كريشانا عدة شعوب، من بينهم الزيكيلسيين. ما يزال امتلاك مؤلف كتاب أفعال المجريين لأي معرفة بالظروف الحقيقية في مطلع القرنين التاسع والعاشر محل نقاش بين المؤرخين.
اعتنق الجيولا، ثاني زعيم في الاتحاد القبلي المجري، المسيحية في القسطنطينية في عام 953، وفي ذلك الوقت تقريبًا، وفقًا للإمبراطور البيزنطي قسطنطين السابع، سيطر المجريون على المنطقة الواقعة على حدود رومانيا والمجر الحديثة على طول أنهار تيميس وموريش وكريش وتيسا وتوتيس. قاد ستيفن الأول، أول ملك متوج للمجر (نحو 1000- 1038) «جيشًا ضد عمه، الملك جيولا»، واحتل بلاده في عام 1003 كما يروي حوليات هيلدسهايم.
منح ستيفن امتيازات للكنيسة الرومانية الكاثوليكية، من خلال فرض العشر على عامة السكان، وتوقف عمليات الدفن في معظم مقابر ما قبل المسيحية المحلية، في هونيدوارا مثلًا، نحو عام 1100. قسم ستيفن الأول أيضًا مملكته، بما في ذلك أراضي رومانيا الحديثة التي احتلها، إلى مقاطعات، أي وحدات إدارية حول الحصون الملكية. وترأس كل منها مسؤول ملكي يُدعى كونت. وأصبح الفويفود في وقت ما، المسؤول الملكي الأعلى الذي يخدم جميع كونتات ترانسيلفانيا تحت إمرته لأول مرة في عام 1176. أما في بانات وكريشانا، فظل الكونتات على اتصال مباشر مع الملك الذي تولى مسؤولية تعينهم واستبدالهم كما يرغب.